# Діківілл (Вісконсин)
Діківілл (англ. Dickeyville) — селище (англ. village) в США, в окрузі Грант штату Вісконсин. Населення — 1015 осіб (2020).

## Географія
Діківілл розташований за координатами 42°37′35″ пн. ш. 90°35′34″ зх. д. / 42.62639° пн. ш. 90.59278° зх. д. (42.626279, -90.592906).  За даними Бюро перепису населення США в 2010 році селище мало площу 2,27 км², уся площа — суходіл. В 2017 році площа становила 2,56 км², уся площа — суходіл.

## Демографія
Згідно з переписом 2010 року, у селищі мешкала 1061 особа в 459 домогосподарствах у складі 289 родин. Густота населення становила 467 осіб/км².  Було 471 помешкання (207/км²).
Расовий склад населення:
| - 99,1 % — білих - 0,2 % — чорних або афроамериканців |

До двох чи більше рас належало 0,4 %. Частка іспаномовних становила 1,1 % від усіх жителів.
За віковим діапазоном населення розподілялося таким чином: 24,0 % — особи молодші 18 років, 55,9 % — особи у віці 18—64 років, 20,1 % — особи у віці 65 років та старші. Медіана віку мешканця становила 40,7 року. На 100 осіб жіночої статі у селищі припадало 98,3 чоловіків;  на 100 жінок у віці від 18 років та старших — 97,5 чоловіків також старших 18 років.
Середній дохід на одне домашнє господарство  становив 54 964 долари США (медіана — 51 458), а середній дохід на одну сім'ю — 62 840 доларів (медіана — 60 431). Медіана доходів становила 41 893 долари для чоловіків та 26 278 доларів для жінок. За межею бідності перебувало 6,8 % осіб, у тому числі 3,5 % дітей у віці до 18 років та 10,8 % осіб у віці 65 років та старших.
Цивільне працевлаштоване населення становило 623 особи. Основні галузі зайнятості: роздрібна торгівля — 22,2 %, освіта, охорона здоров'я та соціальна допомога — 18,1 %, виробництво — 16,5 %.